# Скалица (Словакия)
 Тази статия е за града в Словакия.  За окръга вижте Скалица (окръг).  
Скалица (на словашки: Skalica) е град в западна Словакия, административен център на окръг Скалица в Търнавски край. Според Статистическа служба на Словашката република към 31 декември 2020 г. градът има 15000  жители.
Разположен е на река Морава в подножието на Бели Карпати, на 65 km северозападно от Търнава. Площта му е 60,01 km².

## Побратимени градове
- Стражнице, Чехия.